# Mykologia weterynaryjna
Mykologia weterynaryjna (dawniej mikologia weterynaryjna) – dziedzina mykologii zajmująca się badaniem chorób u zwierząt wywołanych przez grzyby. Grzyby mogą wywoływać różnorodne infekcje u zwierząt domowych, dzikich i gospodarskich. Mogą to być zarówno choroby skórne, jak i narządowe.
Przedmiotem zainteresowań mykologii weterynaryjnej są:
- Mykologia ogólna: morfologia, budowa, rozmnażanie, klasyfikacja i ekologia grzybów[1].
- Patogeneza: mechanizmy i czynniki zjadliwego działania grzybów, czynniki sprzyjające zakażeniom grzybiczym, odporność w chorobach grzybiczych, ogólne zasady leczenia[1].
- Choroby grzybicze zwierząt: dermatomykozy, grzybice skórne, grzybice narządowe, przenoszenie zakażeń grzybiczych ze zwierząt na ludzi, profilaktyka, szczepionki przeciwgrzybicze[1].
- Mykotoksykozy: mykotoksyny, zapobieganie zakażeniu mykotoksynami paszy i żywności, diagnostyka mykotoksykoz[1].